# Paul Valéry
Ambroise-Paul-Toussaint-Jules Valéry (Seta, 30 d'octubre del 1871 - París, 20 de juliol del 1945) va ser un escriptor francès, principalment poeta, però també assagista.
Després de cursar els estudis secundaris a Montpeller, va iniciar la carrera de dret el 1889. En aquesta mateixa època, va publicar els seus primers versos, fortament influenciats per l'estètica simbolista dominant en l'època. El 1894, es va instal·lar a París, on va treballar com a redactor del Ministeri de Guerra. Després de la fi de la Primera Guerra Mundial, es va convertir en una mena de "poeta oficial", immensament celebrat i cobert d'honors, fins al punt de ser acceptat en l'Acadèmia francesa el 1925.
Després de l'ocupació alemanya, va refusar de col·laborar-hi, i perdé el seu lloc d'administrador del centre universitari de Niça. La seva mort, esdevinguda unes poques setmanes després de la fi de la Segona Guerra Mundial, va ser celebrada amb funerals nacionals i el seu cos va ser inhumat a Seta, al cementiri marí que va inspirar una de les seves obres mestres. La seva obra poètica, fortament influenciada per Stéphane Mallarmé, és considerada una de les pedres angulars de la poesia pura, de fort contingut intel·lectual i esteticista. Segons Valéry, «tot poema que no tingui la precisió de la prosa no val res». Entre els seus poemes més importants cal destacar «La Jove Parca» (1917) i «Cementiri Marí» (1920).

## Obra

### Obres publicades en vida
- Introduction à la méthode de Léonard de Vinci (1895)
- La Soirée avec monsieur Teste (1896)
- Essai d'une conquête méthodique (1897)
- La Jeune Parque (1917)
- La Crise de l'esprit (1919)
- Le Cimetière marin (1920)
- Album de vers anciens (1920)
- Eupalinos ou l'Architecte (1921)
- Charmes (1922)
- L'Âme et la danse (1923), il·lustracions de Joseph Bernard
- Variété I (1924)
- Propos sur l'intelligence (1925)
- Monsieur Teste (1926)
- Rhumbs (Notes et autres) (1926), Paris, Le Divan
- Durtal ou les points d'une conversion (1927)
- Lettre à Madame C... (1928)
- Variété II (1930)
- Regards sur le monde actuel (1931)
- Amphion (1931)
- Pièces sur l'art (1931)
- L'Idée fixe ou Deux Hommes à la mer (1932)
- Discours en l'honneur de Goethe (1932)
- Sémiramis (1934)
- Notion générale de l’art (1935)
- Variété III (1936)
- Degas, danse, dessin (1936)
- Les Merveilles de la mer, amb Abel Bonnard (1937)
- Discours aux chirurgiens (1938)
- Variété IV (1938)
- Philosophie de la danse (1939)
- Mauvaises pensées et autres (1942)
- Tel quel (1941, 1943) (Cahier B 1910; Moralités; Littérature i Choses tues), traduït al català com a Tal qual per Antoni Clapés. Martorell: Adesiara, 2020.
- Dialogue de l'arbre (1943)
- Variété V (1944)

### Obra pòstuma
- Mon Faust (1946)
- L'Ange (1947)
- Vues (1948)
- Histoires brisées (1950)
- Lettres à quelques-uns (1952)
- Œuvres I (1957)
- Une chambre conjecturale (1981)
- Les Principes d'anarchie pure et appliquée (1984)
- Alphabet (1999)
- Cahier 3 – 1943 (Fragments) (2002)
- Corona et Coronilla (2008)
- Cahier de Cette (2009)
- Lettres à Jean Voilier. Choix de lettres 1937-1945 (2014)
- "Poésies" (2016)
- Inspirations méditerranéennes (2020)